# Узельгинський рудник

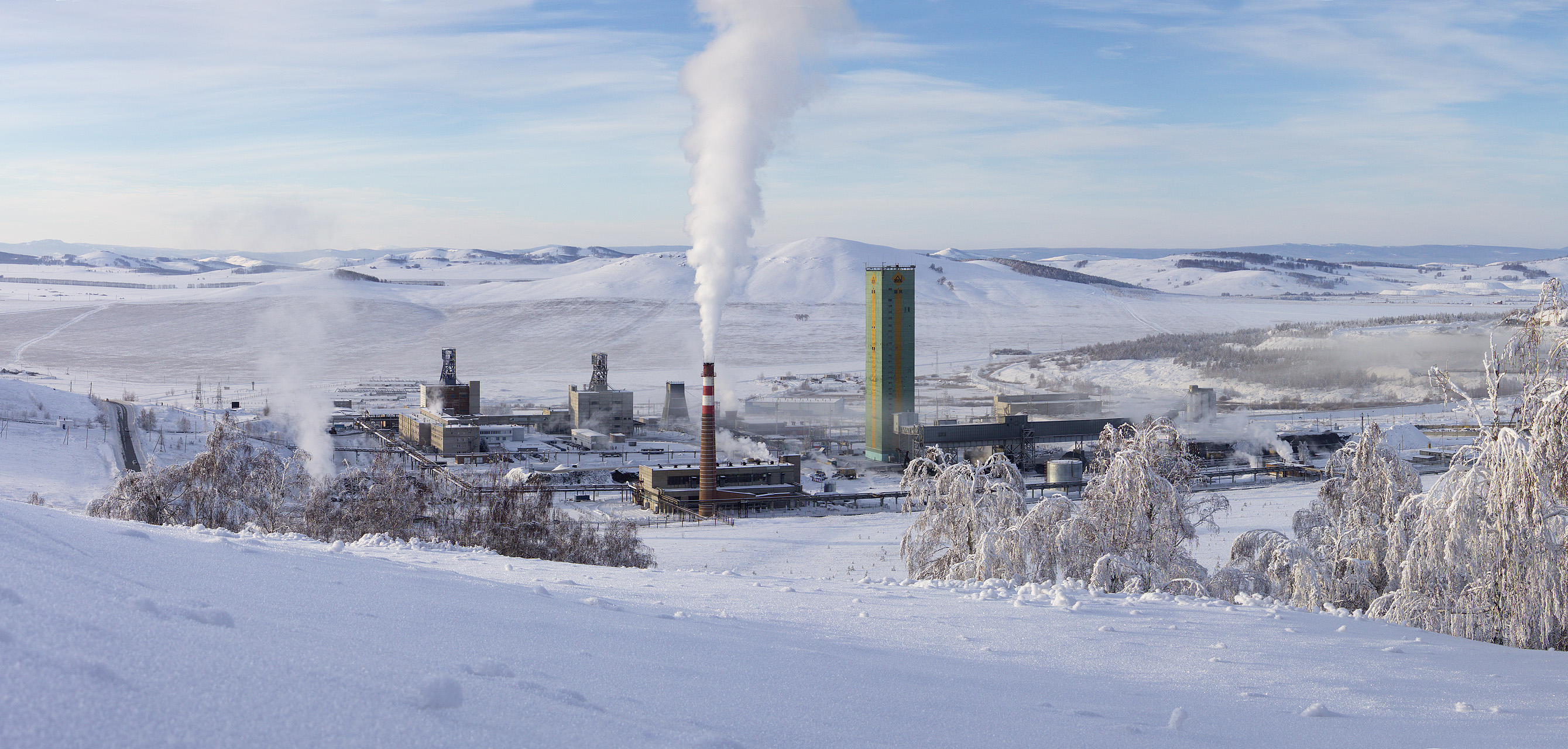
Наземний комплекс Узельгинського рудника

Узельгинський рудник — гірничодобувне підприємство на заході Челябінської області Росії.
Запаси відкритого в 1964 році Узельгинського родовища оцінили у 52 млн тонн руди, яка в середньому містить 1,1 % міді та 1,7 % цинку. Враховуючи, що рудні тіла залягають на глибинах від 114 метрів розробку вирішили вести підземним способом, для чого спорудили ряд шахтних стовбурів:
- у 1978—1983 роках «Південний вентиляційний» глибиною 734 метри;
- у 1979—1986 роках «Центральний вентиляційний» глибиною 657 метрів;
- у 1978—1986 роках стовбур «Клітьовий» глибиною 790 метрів;
- з 1978 по 1991 роки стовбур «Скіповий» 773 метри.
Також у певний момент до облаштування рудника увійшли стовбур «Закладочний» та похилий транспортний з'їзд.
У 1992-му видобули першу руду в обсязі 63 тисячі тонн. Потужність першої черги становила лише 70 тисяч тонн на рік, проте надалі у 1995, 1997, 1999 та 2003—2005 роках запустили ще чотири черги, які мали проєктний річний видобуток з Узельгинського родовища на рівні у 2,1 млн тонн. Крім того, у 2003—2004 роках через виробітки Узельгинського рудника розпочали видобуток із розташованого поблизу Талганського родовища з проєктною річною потужністю у 0,3 млн тонн (запаси цього родовища оцінювались у 2,9 млн тонн руди, але зі значно більшим вмістом цільових елементів — 3,9 % міді та 5,2 % цинку).
Всього за період з 1992 по 2003 роки Узельгинський рудник вилучив руду, з якої отримали 116 тисяч тонн міді та 180 тисяч тонн цинку (а також суттєві обсяги супутніх елементів — золота, срібла та кадмію). У 2005-му фактичний видобуток становив 2,52 млн тонн, з яких 0,21 млн тонн припадав на Талганську ділянку.
Видобуту руду доправляють на Учалінську збагачувальну фабрику, що, як і Узельгинський рудник, належить до Учалінського гірничо-збагачувального комбінату.
Станом на 2016 рік очікували, що на тлі виснаження запасів завершення гірничих робіт на Талганській ділянці має відбутись за кілька років.